# Diócesis de Kapsabet
La diócesis de Kapsabet (en latín: Dioecesis Kapsabetensis, en inglés: Roman Catholic Diocese of Kapsabet y en suajili: Jimbo Katoliki la Kapsabet) es una circunscripción eclesiástica de la Iglesia católica en Kenia. Se trata de una diócesis latina, sufragánea de la arquidiócesis de Kisumu. Desde el 10 de julio de 2025 su obispo electo (en espera de la inauguración de la diócesis) es John Kiplimo Lelei.

## Territorio y organización
La diócesis tiene 2888.4 km² y extiende su jurisdicción sobre los fieles católicos de rito latino residentes en el condado de Nandi.
La sede de la diócesis se encuentra en la ciudad de Kapsabet, en donde se halla la Catedral de San Pedro.
En 2025 en la diócesis existían 36 parroquias.

## Historia
La diócesis fue erigida el 10 de julio de 2025 por el papa León XIV, obteniendo el territorio de la diócesis de Eldoret. El hasta entonces obispo titular de Mons in Numidia, John Kiplimo Lelei, fue electo como su primer obispo.

## Estadísticas
Según el Boletín diario de la Santa Sede del 10 de julio de 2025 la diócesis tenía a mediados de 2025 un total de 313 655 fieles bautizados.
| Año | Población            | Población | Población      | Sacerdotes | Sacerdotes    | Sacerdotes    | Bautizados por sacerdote | Diáconos permanentes | Religiosos | Religiosos | Parroquias |
| Año | Bautizados católicos | Total     | % de católicos | Total      | Clero secular | Clero regular | Bautizados por sacerdote | Diáconos permanentes | Varones    | Mujeres    | Parroquias |
| --- | -------------------- | --------- | -------------- | ---------- | ------------- | ------------- | ------------------------ | -------------------- | ---------- | ---------- | ---------- |
| 2025 | 313 655              | 885 711   | 35.4           | 52         | 44            | 8             | 6031                     |                      |            | 44         | 36         |
| Fuente: Catholic-Hierarchy, que a su vez toma los datos del Boletín diario de la Santa Sede del 10 de julio de 2025. |                      |           |                |            |               |               |                          |                      |            |            |            |

## Episcopologio
- John Kiplimo Lelei, desde el 10 de julio de 2025